# Parlement de l'Ossétie du Sud
7e législature
Bâtiment du Parlement
Le Parlement de l'Ossétie du Sud (en ossète : Хуссар Ирыстоны Парламент ; en russe : Парламент Южной Осетии) est l'organe législatif monocaméral de l'Ossétie du Sud-Alanie, une république autoproclamée indépendante à la reconnaissance limitée.
Le parlement de l'Ossétie du Sud est basé à Tskhinvali. Le siège du parlement, bâti en 1937, est lourdement endommagé lors de la deuxième Guerre d'Ossétie du Sud en 2008.

## Système électoral
Un nouveau système électoral est introduit avant les élections de 2019, introduisant un système électoral mixte, avec 17 des 34 sièges élus au scrutin proportionnel dans une seule circonscription nationale et les 17 autres élus au scrutin majoritaire uninominal à un tour dans différentes circonscriptions. Entre 2004 et 2014, tous les sièges étaient élus au scrutin proportionnel.

## Dernières élections
| Partis | Partis                     | Sièges |
| ------ | -------------------------- | ------ |
|        | Nykhaz                     | 10     |
|        | Ossétie unie               | 7      |
|        | Parti du peuple sud-ossète | 5      |
|        | Parti communiste           | 3      |
|        | Indépendants               | 10     |
|        |                            |        |
| Total  | Total                      | 34     |

## Liste des présidents
Jusqu'au 27 novembre 1996, le président du parlement est également le chef d'État de l'Ossétie du Sud.
| Titulaire                   | Début             | Fin               |
| --------------------------- | ----------------- | ----------------- |
| Torez Kulumbegov            | 10 octobre 1990   | 4 mai 1991        |
| Znaur Gassiyev              | 4 mai 1991        | 9 septembre 1992  |
| Torez Kulumbegov (2e fois)  | 9 septembre 1992  | 17 septembre 1993 |
| Lyudvig Chibirov            | 17 septembre 1993 | 27 novembre 1996  |
| Kosta Georgievich Dzugaev   | 1996              | 1999              |
| Stanislav Kochiev           | 1999              | 2004              |
| Znaur Gassiyev (2e fois)    | 2004              | 9 juin 2009       |
| Stanislav Kochiev (2e fois) | 9 juin 2009       | 5 octobre 2011    |
| Zurab Kokoyev (par intérim) | 5 octobre 2011    | 2 juillet 2012    |
| Stanislav Kochiev (3e fois) | 2 juillet 2012    | 23 juin 2014      |
| Anatoli Bibilov             | 23 juin 2014      | 21 avril 2017     |
| Inal Mamiev                 | 21 avril 2017     | 7 juin 2017       |
| Peter Gassieva              | 7 juin 2017       | 20 juin 2019      |
| Alan Tadtaev                | 20 juin 2019      | 15 septembre 2022 |
| Alan Alborov                | 15 septembre 2022 | 24 juin 2024      |
| Alan Margiev                | 24 juin 2024      | en cours          |